# Rolls-Royce Camargue

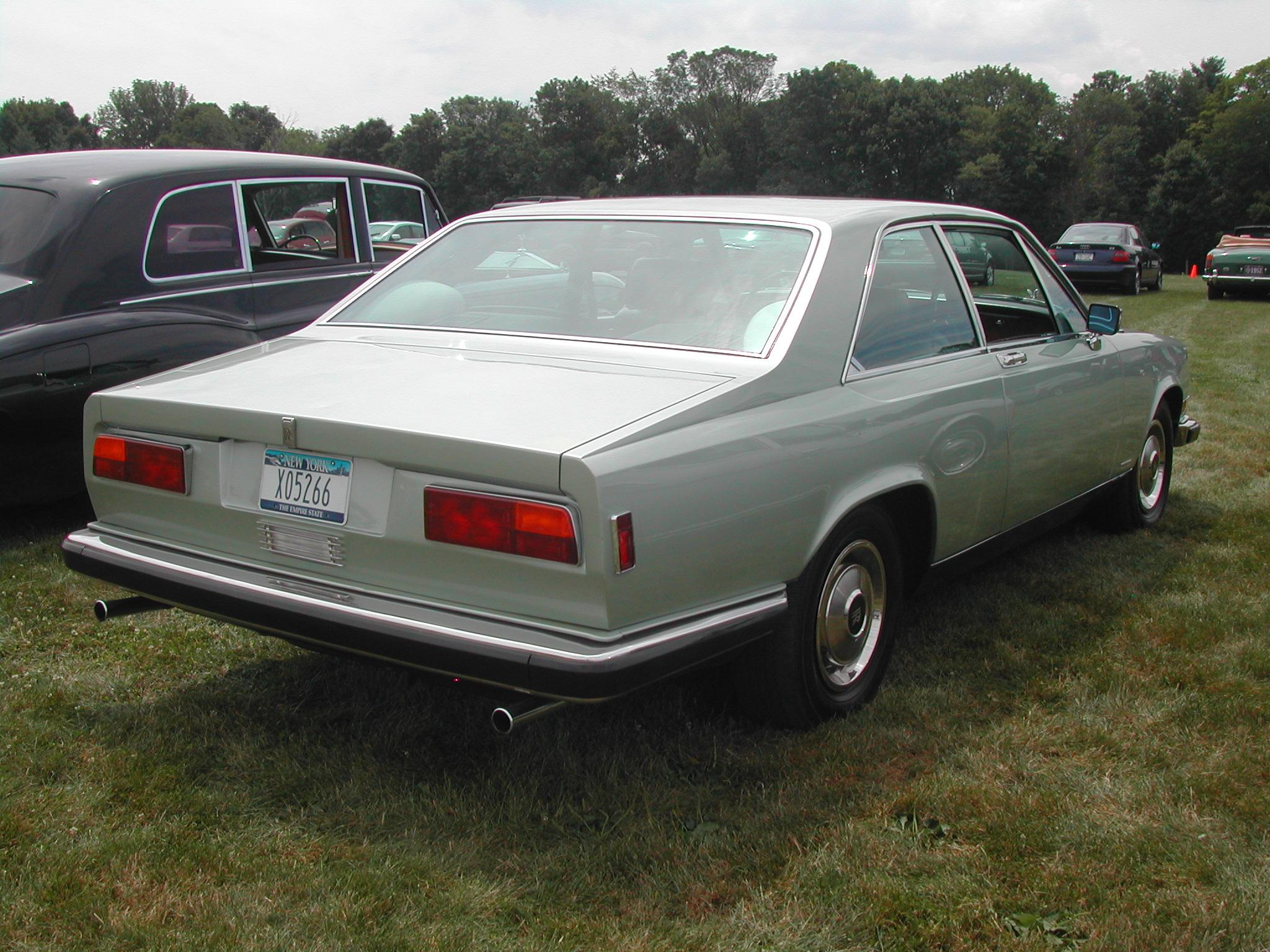
1982 Rolls-Royce Camargue (вид сзади)

Rolls-Royce Camargue — двухдверный люксовый седан, выпускавшийся и продававшийся компанией Rolls-Royce Motors с 1975 по 1986 год. Разработанный Паоло Мартином в Pininfarina, Camargue являлся первым послевоенным серийным Rolls-Royce, не разработанным собственными силами. Название Camargue автомобиль получил в честь прибрежного региона на юге Франции.

## Описание
На момент выпуска Camargue являлся флагманом Rolls-Royce и самым дорогим серийным автомобилем в мире. К моменту официального выпуска в США Camargue уже более года продавался в Великобритании. Газета The New York Times отметила, что цена в США на тот момент была примерно на 5000 долларов выше, чем в Великобритании. В 1970-х многие европейские модели продавались в США по значительно более низким ценам, чем в Европе, чтобы конкурировать с ценами, которые агрессивно устанавливали «Большая тройка» Детройта и японские импортёры. Производитель отказался от такого подхода к Camargue, сославшись на высокую стоимость мер по обеспечению безопасности и защите окружающей среды, необходимых для адаптации нескольких автомобилей (примерно 30 ед. в год), которые он планировал отправить в Северную Америку в 1976 году.
На презентации в 1975 году компания Rolls-Royce представила автоматическую двухуровневую систему климат-контроля, первую в своём роде. По словам представителей Rolls-Royce, разработка системы заняла восемь лет. Рекомендованная цена нового Camargue при выпуске на рынок Великобритании в марте 1975 года составляла 29 250 фунтов стерлингов, включая налоги с продаж. Быстрое обесценивание британской валюты значительно повысило бы стоимость Camargue в конце 1970-х как в Великобритании, так и в Северной Америке.
Camargue имел ту же платформу, что и Rolls-Royce Corniche и Rolls-Royce Silver Shadow, и оснащался тем же 6,75-литровым двигателем V8, что и Silver Shadow, хотя двигатель Camargue был немного мощнее. Коробка передач также была прежней — трёхступенчатая автоматическая General Motors Turbo-Hydramatic. В первых 65 автомобилях Camargue использовались карбюраторы SU, а в остальных — Solex. В 1980-х в автомобилях, поставляемых в США, использовалась система впрыска топлива Bosch Jetronic, которую Camargue делил с Corniche и Silver Spirit/Spur. В феврале 1977 года Camargue был оснащён реечным рулевым механизмом Silver Shadow II. В 1979 году он получил заднюю независимую подвеску от Silver Spirit.
С колёсной базой 3048 мм Camargue стал первым автомобилем Rolls-Royce, спроектированным в метрической системе с наклонённой радиаторной решёткой. Решётка наклонена под углом 7 градусов.
Автомобиль продавался в очень ограниченном количестве на рынках Европы, Америки, Канады, Австралии и Азии. Некоторые из этих автомобилей после продажы были переделаны в кабриолеты тюнинговыми ателье.